# エレン・トニ・ホワイト
エレン・トニ・ホワイト（英語: Ellen Toni White, 1989年5月9日 - ）は、イングランドの元女子サッカー選手である。現役時代のポジションはフォワード。

## 経歴・人物
イングランドのバッキンガムシャー・アイルズベリー出身。父がフットボールアカデミーを経営していたこともあり、8歳でサッカーを始める。1997年の8歳の時にアーセナル・ウィメンFCのアカデミーチームに入団して2005年まで在籍した。
2005年にチェルシーFCウィメンへ移籍し、トップチーム選手としてFA女子プレミアリーグに出場するようになる。2008年にリーズ・カーネギーLFCに移籍し、3年間プレーする。リーズ時代には2009-2010 FA女子ナショナル・リーグカップに於いて、エヴァートンLFCとの決勝戦で2得点を挙げてリーズを優勝に導いた。
2010年からは古巣のアーセナルWFCにトップチームの選手として復帰し、FA女子スーパーリーグでは2011年FA女子スーパーリーグ・2012年FA女子スーパーリーグと2年連続優勝に貢献した。その後はノッツ・カウンティLFC、バーミンガム・シティLFCへ籍を移してプレーした。
2019年シーズンからはマンチェスター・シティWFCでプレーすることが発表されている。
2022年8月22日に引退を発表した。

### イングランド代表
エレンは2010年にサッカーイングランド女子代表に選出され、同年3月25日の2011 FIFA女子ワールドカップ・ヨーロッパ予選の対オーストラリア戦（ロフタス・ロード）にて途中出場して代表デビューを飾り、その試合で初ゴールも挙げた。
2011年にエレンはその年の2011 FIFA女子ワールドカップドイツ大会にイングランド代表として出場し、グループリーグの日本戦でゴールを挙げる。またFA（イングランドサッカー協会）による2011年度ファン投票MVP（最高殊勲選手）も獲得した。
2012年、エレンはロンドンオリンピックで史上初めて結成されたサッカーイギリス女子代表メンバーにも選出され、オリンピック選手となった。